# Circuit de Farrou
Le circuit de Farrou était un circuit de vitesse moto créé par le Moto Club Rouergat à Villefranche-de-Rouergue, France, sous l'impulsion de son président, le coureur motocycliste Roland Gauch. Également appelé « Circuit de vitesse international de Villefranche-de-Rouergue » ou « Circuit de Villefranche-de-Rouergue », il a accueilli sept courses annuelles au cours des années 1950. Long de 8,952 km, le circuit était composé de routes départementales fermées à la circulation pour l'occasion.

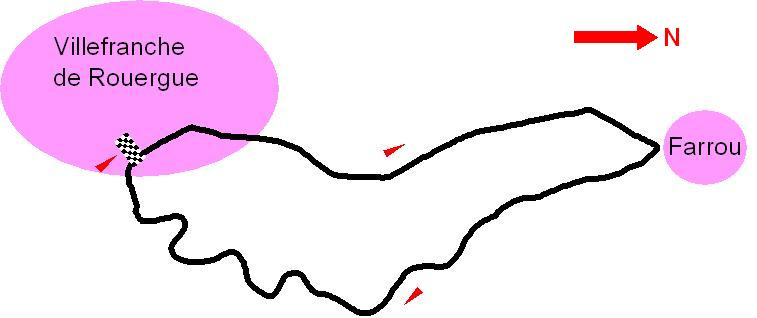
Tracé du circuit

## Tracé du circuit
Le départ était placé au Saint-Jean à Villefranche-de-Rouergue. Les pilotes s'élançaient sur l'avenue Aristide Briand (direction Rignac) pour 3,7 km de route « presque » droite puis, avant d'arriver à Farrou, bifurquaient sur la Route Basse de Farrou pour 4,8 km de route sinueuse.

## Palmarès

### Années 1950[1]

#### 19 août 1951:1ercircuit
| Cylindrée | Position  | Pilote         | Moto        |
| 175 cm³   | Premier   | Gaston Gaury   | Morini      |
| 175 cm³   | Deuxième  | Jacques Vaque  | MV Agusta   |
| 175 cm³   | Troisième | Claude Soulet  | MV Agusta   |
| 350 cm³   | Premier   | Georges Houel  | Velocette   |
| 350 cm³   | Deuxième  | Roger Besse    | Velocette   |
| 350 cm³   | Troisième | Paul Lamarque  | Alcyon      |
| 500 cm³   | Premier   | Jacques Collot | Gilera      |
| 500 cm³   | Deuxième  | Georges Houel  | Gilera      |
| 500 cm³   | Troisième | Roger Besse    | Vincent-HRD |

#### 17 août 1952:2ecircuit
| Cylindrée | Position  | Pilote           | Moto      |
| 175 cm³   | Premier   | Gaston Gaury     | Morini    |
| 175 cm³   | Deuxième  | Claude Soulet    | MV Agusta |
| 175 cm³   | Troisième | André Bouin      | Peugeot   |
| 350 cm³   | Premier   | Jacques Collot   | Norton    |
| 350 cm³   | Deuxième  | Pierre Monneret  | AJS       |
| 350 cm³   | Troisième | Roland Gauch     | Velocette |
| 500 cm³   | Premier   | Pierre Monneret  | Gilera    |
| 500 cm³   | Deuxième  | Jacques Collot   | Norton    |
| 500 cm³   | Troisième | Georges Monneret | Gilera    |

#### 16 août 1953:3ecircuit
| Cylindrée | Position  | Pilote           | Moto      |
| 175 cm³   | Premier   | Georges Burggraf | MV Agusta |
| 175 cm³   | Deuxième  | Nello Pagani     | Gilera    |
| 175 cm³   | Troisième | Gaston Gaury     | Morini    |
| 350 cm³   | Premier   | Leo Simpson      | AJS       |
| 350 cm³   | Deuxième  | Pierre Monneret  | AJS       |
| 350 cm³   | Troisième | Auguste Goffin   | Norton    |
| 500 cm³   | Premier   | Leo Simpson      | Matchless |
| 500 cm³   | Deuxième  | Auguste Goffin   | Norton    |
| 500 cm³   | Troisième | Jacques Collot   | Norton    |

#### 8 août 1954:4ecircuit
| Cylindrée | Position  | Pilote            | Moto        |
| 175 cm³   | Premier   | André Bouin       | Peugeot     |
| 175 cm³   | Deuxième  | Claude Soulet     | MV Agusta   |
| 175 cm³   | Troisième | Marcel Ramade     | DS-Malterre |
| 350 cm³   | Premier   | Jacques Collot    | Norton      |
| 350 cm³   | Deuxième  | Auguste Goffin    | Norton      |
| 350 cm³   | Troisième | Leo Simpson       | AJS         |
| 500 cm³   | Premier   | Jacques Collot    | Norton      |
| 500 cm³   | Deuxième  | Auguste Goffin    | Norton      |
| 500 cm³   | Troisième | Jean-Pierre Bayle | Norton      |

#### 1955
À la suite d'un terrible accident qui a eu lieu le 11 juin sur le circuit de la Sarthe, lors des 24 Heures du Mans, toutes les compétitions sont annulées.

#### 5 août 1956:5ecircuit
| Cylindrée | Position  | Pilote          | Moto       |
| 175 cm³   | Premier   | Jacques Bonnal  | Morini     |
| 175 cm³   | Deuxième  | Claude Boyer    | FB Mondial |
| 175 cm³   | Troisième | Henri Schaad    | Nougier    |
| 350 cm³   | Premier   | Eric Hinton     | Norton     |
| 350 cm³   | Deuxième  | Jacques Collot  | Norton     |
| 350 cm³   | Troisième | Fred Cook       | AJS        |
| 500 cm³   | Premier   | Pierre Monneret | Gilera     |
| 500 cm³   | Deuxième  | Jacques Collot  | Norton     |
| 500 cm³   | Troisième | Keith Bryen     | Norton     |

Le circuit de Villefranche-de-Rouergue est endeuillé par le décès du pilote  Eddie Grant (32 ans) qui a trouvé la mort lors de la course des 500 cm3.

#### 4 août 1957:6ecircuit
| Cylindrée | Position                 | Pilote          | Moto       |
| 125 cm³   | Premier                  | Jacques Lesage  | Ducati     |
| 175 cm³   | Premier                  | Jacky Onda      | FB Mondial |
| 175 cm³   | Deuxième                 | Jacques Bonnal  | Morini     |
| 175 cm³   | Troisième                | René Barone     | MV Agusta  |
| 350 cm³   | Premier                  | Noel McCutcheon | Norton     |
| 350 cm³   | Deuxième                 | Eric Hinton     | Norton     |
| 350 cm³   | Troisième                | Horst Kassner   | NSU        |
| 350 cm³   | Quatrième (1er Français) | Jacques Collot  | Norton     |
| 500 cm³   | Premier                  | Eric Hinton     | Norton     |
| 500 cm³   | Deuxième                 | Jacques Collot  | Norton     |
| 500 cm³   | Troisième                | John Hempleman  | Norton     |

Le pilote Piscaglia, après un accrochage avec Fiquière, dans la course des 175 cm3, décèdera des suites de ses blessures le 4 novembre à Toulouse.

#### 3 août 1958:7ecircuitVillefranche-de-Rouergue
| Cylindrée | Position                 | Pilote            | Moto               |
| 350 cm³   | Premier                  | Harry Hinton, Jr. | Reynolds/Velocette |
| 350 cm³   | Deuxième                 | Noel McCutcheon   | Norton             |
| 350 cm³   | Troisième                | Gary Hocking      | Norton             |
| 350 cm³   | Sixième (1er Français)   | Jacques Collot    | Norton             |
| 350 cm³   | Premier                  | John Anderson     | Norton             |
| 350 cm³   | Deuxième                 | Harry Hinton, Jr. | Norton             |
| 350 cm³   | Troisième                | Gary Hocking      | Norton             |
| 350 cm³   | Cinquième (1er Français) | Jacques Collot    | Norton             |

Fin des circuits de vitesse de Villefranche-de-Rouergue.

### Années 1990
Dans les années 1990, le Moto-Club Rouergat, en association avec le club de La Rétrocyclette (Saint-Salvadou), organise plusieurs rétrospectives : composition d'une grille de départ des années 1950 puis démonstrations de course.